# 志水辰夫
志水 辰夫（しみず たつお、本名: 川村 光暁（かわむら みつあき）、1936年12月17日 -）は日本の小説家。
叙情的な文体で冒険小説から恋愛小説、時代小説まで手がけ、その手腕は「このミステリーがすごい!」などでも高く評価されている。特に初期はクライマックスを散文詩のように謳いあげ、「シミタツ節」の異名を取った。

## 人物と作品
高知県南国市出身。高知商卒業後、公務員等の職を経て、出版社勤務。27歳から雑誌のフリーライターとして活動。
30代末から小説転向を志し、かつて取材した資料をもとにした長編小説を習作として執筆、これを全面的に書き直して1981年8月に書き下ろし『飢えて狼』としてデビュー。北方の海や択捉島を舞台にした骨太の冒険小説で、1977年刊行の谷恒生『喜望峰』（KKベストセラーズ）、1980年刊行の西木正明『オホーツク諜報船』（角川書店）などとともに日本に本格的な海洋冒険小説の時代を切り開いた。
つづく『裂けて海峡』（講談社ノベルス）もやはり海洋冒険小説でありながらセンチメンタル・ハードボイルドという一面も有する作品で、
　天に星。

　地に憎悪。

　南溟。八月。わたしの死。

というラストの3行は講談社文庫版『飢えて狼』の解説で北上次郎が、同『裂けて海峡』の解説で内藤陳が揃って引用して見せるなど、いわゆる「シミタツ節」を代表するフレーズとなっている。
骨太かつ叙情的な文体で知られる志水だが、一方で悪ふざけに近いほどのドタバタに徹したコメディも手がけるなど、作風の幅は広い。しかし、その才気に反して売れ行きはふるわず、自他共に認める「永久初版作家」だった。そんな中、1990年の日本冒険小説協会大賞受賞作にして「このミステリーがすごい!」で1992年度第1位に選出された『行きずりの街』（新潮社）が、2006年からの2年間で発行部数66万部を売り上げるベストセラーになった。「このミス」1位作品であることをPRした帯がヒットの要因であるといわれている。著作は2年に一度新版が出るかどうかであったために志水自身も驚いているという。
70歳を過ぎた2007年、初の時代小説『青に候』（新潮社）を上梓、「今後は時代小説に専念するつもり」と表明。以後、現代小説からは遠ざかるものの、2023年、『約束の地』（双葉社）以来、実に19年ぶりとなる現代小説『負けくらべ』（小学館）を発表。初出誌の『STORY BOX』8月号では「伝説のハードボイルド作家、19年ぶりの現代長編!」とその〝復活〟が宣言された。

## 受賞歴
- 1983年 - 『裂けて海峡』で第2回日本冒険小説協会賞優秀賞。
- 1985年 - 『背いて故郷』で第4回日本冒険小説協会大賞
- 1986年 - 『背いて故郷』で第39回日本推理作家協会賞長篇部門。
- 1990年 - 『行きずりの街』で第9回日本冒険小説協会大賞。
- 1992年 - 『行きずりの街』で第4回このミステリーがすごい!第1位。
- 1994年 - 『いまひとたびの』で第13回日本冒険小説協会大賞短編部門大賞。
- 2001年 - 『きのうの空』で第14回柴田錬三郎賞。

## 著作リスト
- 『飢えて狼』講談社、1981年 のち文庫、新潮文庫：長編
- 『裂けて海峡』講談社ノベルス、1983年 のち文庫、新潮文庫：長編
- 『あっちが上海』文藝春秋、1984年 のち文庫、集英社文庫：長編
- 『尋ねて雪か』トクマ・ノベルズ、1984年 のち文庫：長編
- 『散る花もあり』講談社ノベルス、1984年 のち文庫：長編
- 『背いて故郷』講談社、1985年 のち文庫、双葉文庫、新潮文庫：長編
- 『狼でもなく』徳間書店、1986年 のち文庫：長編
- 『オンリィ・イエスタデイ』講談社、1987年 のち文庫、新潮文庫：長編
- 『こっちは渤海』集英社、1988年 のち文庫：長編
- 『深夜ふたたび』（1989年 徳間文庫：長編
- 『カサブランカ物語』集英社、1989年 のち文庫：オムニバス
- 『行きずりの街』新潮社、1990年 のち文庫：長編
- 『帰りなん、いざ』講談社、1990年 のち文庫、新潮文庫：長編
- 『花ならアザミ』講談社、1991年 のち文庫：長編
- 『夜の分水嶺』徳間書店、1991年 のち文庫：長編…原著は「RVマガジン」連載
- 『滅びし者へ』集英社、1992年 のち文庫：長編
- 『冬の巡礼』角川書店、1994年 のち文庫：長編
- 『いまひとたびの』新潮社、1994年 のち文庫：短編集

…「赤いバス」「七年のち」「夏の終わりに」「トンネルの向こうで」「忘れ水の記」「海の沈黙」「ゆうあかり」「嘘」「いまひとたびの」収録
- 『虹物語』集英社、1995年 『いつか浦島』と改題して集英社文庫：短編集

…「いつか浦島」「きみにかぐや姫」「身ぐるみシンデレラ」「プレーオフ」「虹物語」収録
- 『きみ去りしのち』光文社、1995年 のち文庫：短編集

…「きみ去りしのち」「TOO YOUNG」「センチメンタル・ジャーニー」「煙が眼にしみる」収録
- 『あした蜉蝣の旅』毎日新聞社、1996年 のち新潮文庫、集英社文庫：長編
- 『情事』新潮社、1997年 のち文庫：長編
- 『志水辰夫の十五少年漂流記』講談社、1997：再話
- 『暗夜』マガジンハウス、2000年 のち新潮文庫：長編
- 『きのうの空』新潮社、2001年 のち文庫：短編集

…「旅立ち」「短夜」「イーッ！」「家族」「かげろう」「息子」「高い高い」「夜汽車」「男親」「里の秋」収録
- 『道草ばかりしてきた』（2001年 毎日新聞社：エッセイ24編
- 『負け犬』講談社、2002年 のち文庫：短編集

… 「ダチ」「柏」「二十年」「ボチャン！」「はたはた」「その先」「雪舞い」「旅のあとさき」収録
- 『生きいそぎ』集英社、2003年 のち文庫：短編集）

…「人形の家」「五十回忌」「こういう話」「うつせみなれば」「燐火」「逃げ水」「曼珠沙華」「赤い記憶」収録
- 『男坂』文藝春秋、2003年 のち文庫：短編集）

…「扇風機」「再会」「サウスポー」「パイプ」「長くもない日」「あかねの客」「岬」収録
- 『ラストドリーム』毎日新聞社、2004年 のち新潮文庫：毎日新聞連載長編
- 『約束の地』双葉社、2004年 のち文庫：長編
- 『うしろ姿』文藝春秋、2005年 のち文庫：短編集

…「トマト」「香典」「むらさきの花」「もう来ない」「ひょーっ！」「雪景色」「もどり道」収録
- 『青に候』新潮社、2007年 のち文庫：長編
- 『みのたけの春』集英社、2008年 ：長編
- 『つばくろ越え』新潮社、2009年 ：短編集
- 『引かれ者でござい 蓬莱屋帳外控』 新潮社、2010年
- 『夜去り川』 文藝春秋、2011年 のち文春文庫：長編
- 『待ち伏せ街道 蓬莱屋帳外控』新潮社、2011年
- 『疾れ、新蔵』徳間書店、2016年
- 『新蔵唐行き（とうゆき）』双葉社、2019年 :書き下ろし長編
- 『負けくらべ』小学館、2023年

## 選
- 「マイ・ベスト・ミステリー 1」(日本推理作家協会編)
  - 「もっとも好きな自作」・・・・『ダチ』（『負け犬』に収録）
  - 「もっとも好きな他人の作品」・・・・『入れ札』(菊池寛)
  - 「頭の隅から」
- 「日本推理作家協会賞受賞作全集 - 51」：『背いて故郷』収録（双葉文庫）ISBN 4-575-65850-2

## 対談
- エンパラ 大沢在昌対談集